# Verwaltung der Bischöflichen Weingüter Trier

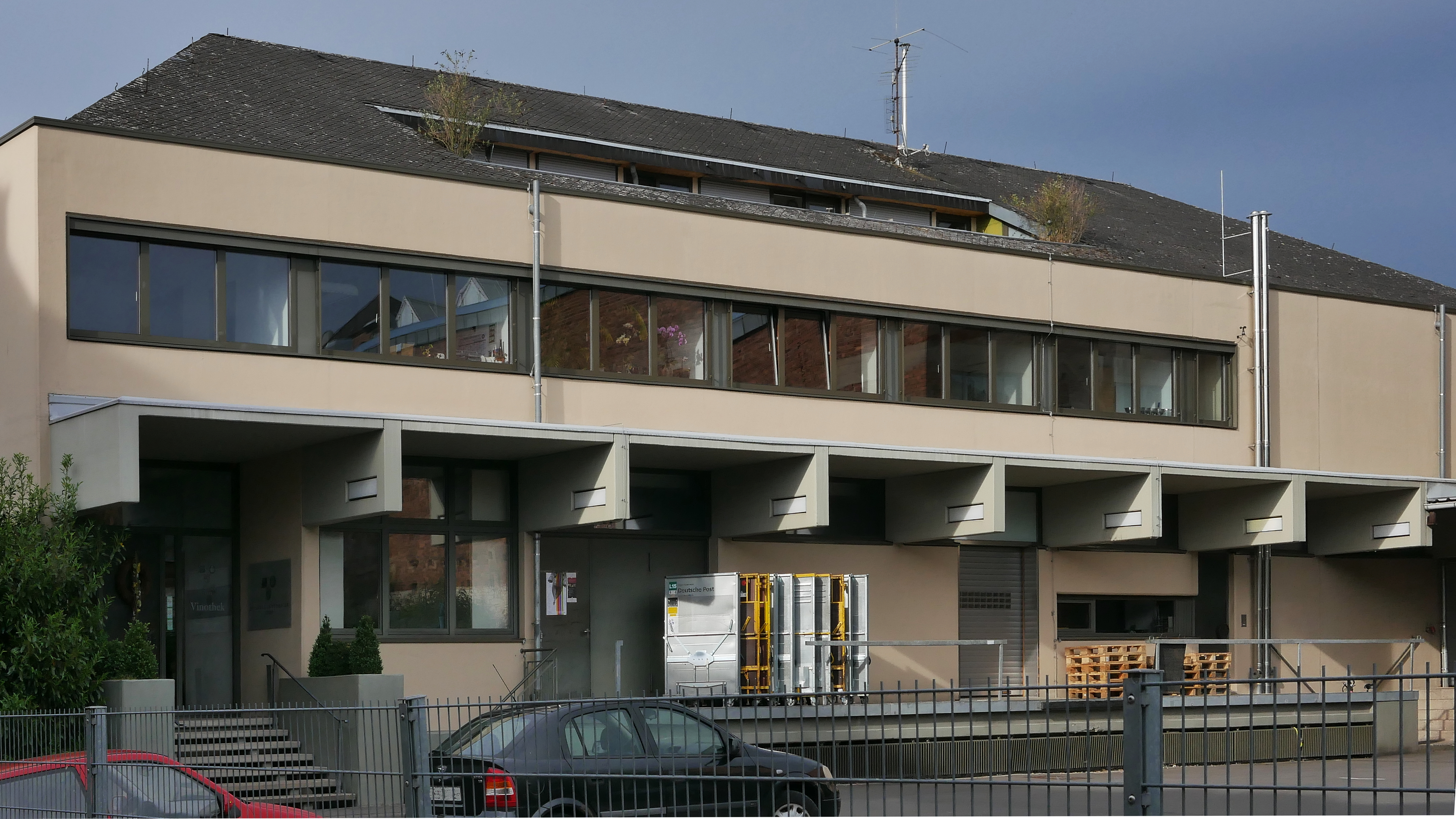
Gutsgebäude in der Trierer Innenstadt

Die Verwaltung der Bischöflichen Weingüter Trier ist ein Weingutsbetrieb an Mosel, Saar und Ruwer. Dieser geht auf den Zusammenschluss von drei bedeutenden, jahrhundertealten Weingütern und ehemaligen Gründungsmitgliedern des VDP Mosel (Großer Ring) im Jahr 1966 zurück: das Bischöfliche Konvikt (seit 1840), das Bischöfliche Priesterseminar (seit 1773) und die Hohe Domkirche (seit 1851). 2004 ging auch das 25 Hektar große Weingut Friedrich-Wilhelm-Gymnasium in den Besitz der Bischöflichen Weingüter über; es wird als eigenständiges Weingut weitergeführt.
Zur rund 95 Hektar großen Anbaufläche der Bischöflichen Weingüter Trier gehören Anteile an Spitzenlagen der Anbauregion, unter anderem an der Mosel Dhroner Hofberger (4,2 ha) und Piesporter Goldtröpfchen (1,5 ha), entlang der Saar Scharzhofberger (6,3 ha), Kanzemer Altenberg (5,9 ha) und Ayler Kupp (10,2 ha) sowie Kaseler Nieschen (3,1 ha) an der Ruwer. Der Anbauschwerpunkt liegt mit knapp 90 Prozent auf dem Riesling. Darüber hinaus werden Reben der Sorten Frühburgunder, Spätburgunder, St. Laurent und Regent angebaut.
Die Trauben von den 60 Hektar Weinbergen an der Saar werden auf dem Scharzhof, die von Mosel und Ruwer auf dem Duisburger Hof an der Ruwer gekeltert. Der Ausbau der Weine erfolgt in weitläufigen Kellerräumen im Zentrum der Stadt Trier.

## Die Weine
Das Sortiment des Weingutes reicht von einfach gehaltenen Rebsortenweinen über Flussweine, welche die besonderen Eigenschaften der einzelnen Flusstäler abbilden, und Ortsweine im klassischen Mosel-Kabinett-Stil bis hin zu Weinen aus berühmten Einzellagen wie etwa Scharzhofberger, Dhroner Hofberger oder Kaseler Nies’chen. Es wird auch Sekt nach der Methode der klassischen Flaschenvergärung hergestellt.

## Herstellung
In ihrer Selbstdarstellung nennen die Bischöflichen Weingüter Trier die Wahrung traditioneller Techniken, nachhaltigen Weinbau sowie den Respekt vor der Natur als oberste Priorität bei der Herstellung ihrer Weine. Gedüngt werde ausschließlich mit organischen Düngemitteln, geerntet und ausgelesen werde zu 80 Prozent von Hand. Vierzig Prozent der Weine würde in „Fudern“ gekeltert, den traditionellen 1.000-Liter-Holzfässern. Die übrigen Trauben würden in Edelstahltanks vinifiziert. Die Keller des Weingutes im Zentrum von Trier erstrecken sich über rund 30.000 m² Fläche und lassen sich auf das Jahr 600 zurückführen. Durch den ältesten Teil verläuft eine historische Wasserleitung der Römer, die direkt zu den Kaiserthermen führte.

## Weinberge

### Bischöfliches Priesterseminar
Die Rebfläche des 1773 gegründeten Bischöflichen Priesterseminars umfasst 34 Hektar Land, darunter Lagen wie Erdener Treppchen und Trittenheimer Apotheke an der Mosel, Kaseler Nies’chen an der Ruwer und Ayler Kupp an der Saar.

### Hohe Domkirche

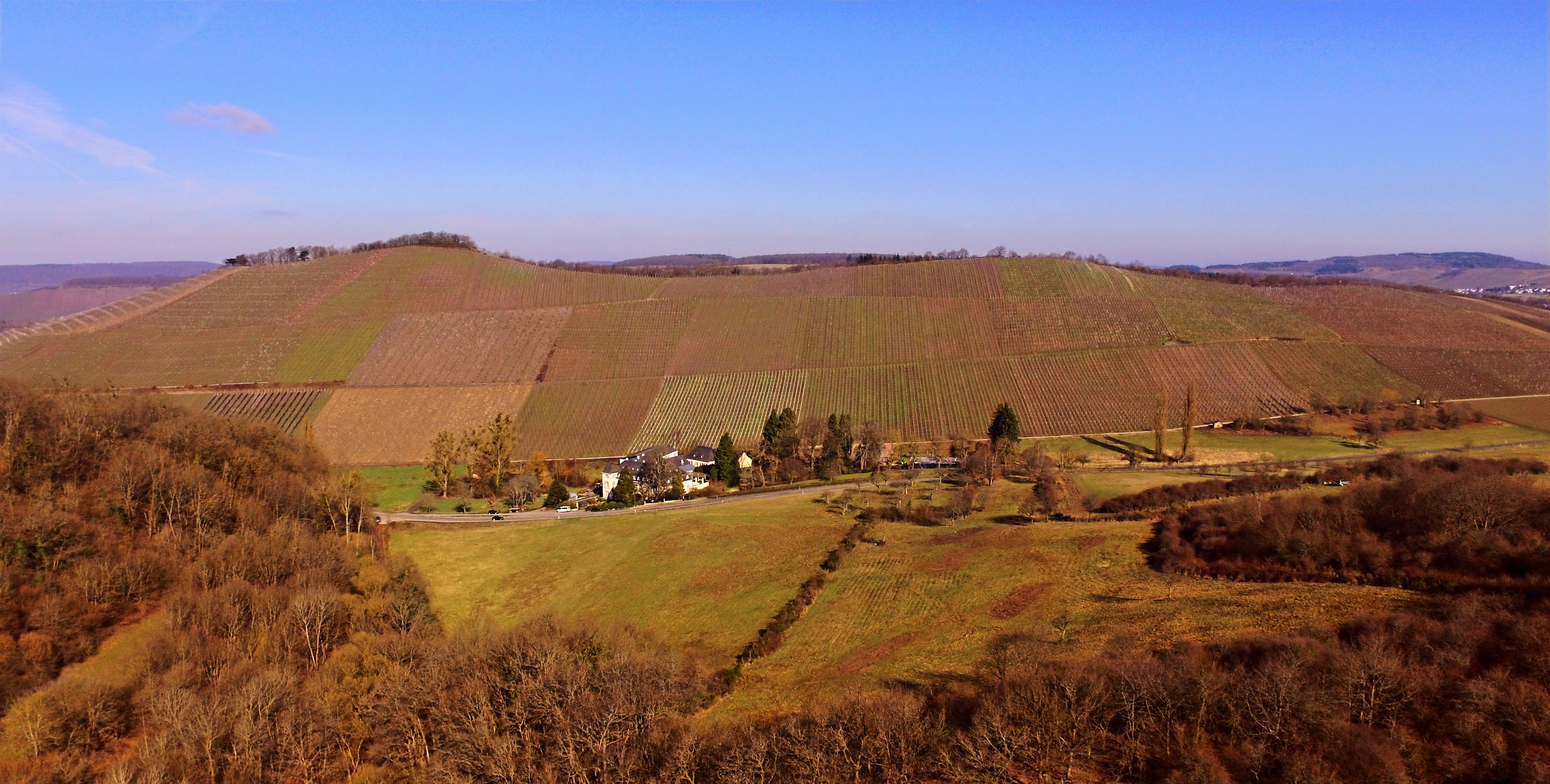
Scharzhöfe vor dem Scharzhofberg. Das kleine Gebäude im Hintergrund ist der Alte Scharzhof der Hohen Domkirche

Zu den Weinbergen der Hohen Domkirche gehören 22 Hektar, davon rund sechs Hektar der Einzellage Scharzhofberger. Alle an der Saar geernteten Trauben werden auf dem Alten Scharzhof in Wiltingen gekeltert.

### Bischöfliches Konvikt
Die Rebflächen des Bischöflichen Konvikts umfassen Weinberge mit einer Fläche von rund 40 Hektar Land an allen drei Flüssen: Piesporter Goldtröpfchen und Avelsbacher an der Mosel, Ayler Kupp an der Saar, Eitelsbacher Marienholz und Kaseler Kehrnagel an der Ruwer. Der zum Besitz des Bischöflichen Konvikts gehörende Duisburger Hof in Eitelsbach dient bis heute als Kelterhaus für alle Trauben, die an Mosel und Ruwer geerntet werden.

## Film
- Mythos Scharzhofberg – Der teuerste Weißweinberg der Welt. Dokumentarfilm, Deutschland, 2017, 29:37 Min., Buch und Regie: Paul Weber, Produktion: SWR, Reihe: made in Südwest, Erstsendung: 22. November 2017 bei SWR Fernsehen, Inhaltsangabe von ARD, online-Video, aufrufbar bis zum 17. Oktober 2019.